# Šepić
Šepić je hrvatsko prezime, koje se najčešće pojavljuje u Rijeci,  Zagrebu, Rukavcu, Opatiji i u Matuljima.

## Osobe s prezimenomŠepić
- Dragovan Šepić (1907. – 1997.), hrvatski povjesničar i pravnik
- Vinko Šepić (1870. – 1945.), hrvatski učitelj, prosvjetni djelatni, publicist i pisac za djecu
- Vinko Šepić Čiškin (rođ. 1921), hrvatski publicist